# Albaniens præsident
Albaniens præsident (albansk: Presidenti i Shqipërisë), officielt Republikken Albaniens præsident (albansk: Presidenti i Republikës së Shqipërisë) er Albaniens officielle statsoverhoved, militærets øverstkommanderende og repræsenterer det albanske folk.
Posten som præsident blev indført i 1925, men atter afskaffet i 1928, hvor Albaniens status som republik blev ændret til et kongerige. Fra 1991 blev Albanien atter en republik med en præsident som officielt statsoverhoved.
Albaniens nuværende præsident er Bajram Begaj.

## Liste over Albaniens præsidenter
| Navn                         | Tiltrådt       | Fratrådt         | (bemærkninger)            |
| ---------------------------- | -------------- | ---------------- | ------------------------- |
| Republikken Albanien 1925-28 |                |                  |                           |
| Ahmet Zogu                   | 31 Januar 1925 | 1 September 1928 |                           |
| Republikken Albanien 1991-   |                |                  |                           |
| Ramiz Alia                   | 30. april 1991 | 3. april 1992    |                           |
| Kastriot Islami              | 3. april 1992  | 6. april 1992    | (midlertidigt fungerende) |
| Pjetër Arbnori               | 6. april 1992  | 9. april 1992)   | (midlertidigt fungerende) |
| Sali Berisha                 | 9. april 1992  | 24. juli 1997    |                           |
| Rexhep Meidani               | 24. juli 1997  | 24. juli 2002    |                           |
| Alfred Moisiu                | 24. juli 2002  | 24. juli 2007    |                           |
| Bamir Topi                   | 24. juli 2007  | 24. juli 2012    |                           |
| Bujar Nishani                | 24. juli 2012  | 24. juli 2017    |                           |
| Ilir Meta                    | 24. juli 2017  | 24. juli 2022    |                           |
| Bajram Begaj                 | 24. juli 2022  | 24 juli 2024     |                           |